# جین وایمن
جین وایمن (به انگلیسی: Jane Wyman) زاده شده با نام سارا جین مِیفیلد (به انگلیسی: Sarah Jane Mayfield) (۵ ژانویهٔ ۱۹۱۷ – ۱۰ سپتامبر ۲۰۰۷) خواننده، رقصنده و بازیگر سینما و تلویزیون آمریکایی بود.
جین وایمن در سال ۱۹۳۴ به عنوان یک رقصنده کر در استودیوی پارامونت شروع به کار کرد و در سال ۱۹۳۶ توسط برایان فوی به اولین قرارداد خود با استودیوی وارنر برادرز دست یافت. او در ابتدا نقش‌های کوچکی در فیلم‌های کلاس B بازی می‌کرد، اما به تدریج در نقش‌های مکمل در کنار بازیگرانی مانند مورین او سالیوان در فیلم «غرش جمعیت» (۱۹۳۸)، آلیس فی و کنستانس بنت در «چرخش دم» (۱۹۳۹)، اولیویا دی هاویلند در عشق من بازگشت (۱۹۴۰) و پرنسس اوروک (۱۹۴۳)، و بتی گریبل در «سرناد چراغ‌پا» (۱۹۴۲) ظاهر شد.
پس از بیش از یک دهه فعالیت در سینما، موفقیت فیلم «تعطیلی ازدست‌رفته» (۱۹۴۵) جین وایمن را به عنوان یک ستاره سینما تثبیت کرد. او در اواخر دهه ۴۰ و ۵۰ میلادی در فیلم‌های دراماتیک موفق دیگری همچون «یِرِلینگ» (۱۹۴۶)، «جانی بلینا» (۱۹۴۸)، «وحشت صحنه» (۱۹۵۰)، «حجاب آبی» (۱۹۵۱)، «بزرگ» (۱۹۵۳)، «شیفتگی باشکوه» (۱۹۵۴) و «هرچه خدا می‌خواهد» (۱۹۵۵) ظاهر شد. وایمن در این دوره چهار بار نامزد جایزه اسکار بهترین بازیگر نقش اول زن شد و برای نقش‌آفرینی در «جانی بلیندا» (۱۹۴۸) این جایزه را از آن خود کرد.
در سال ۱۹۵۵، وایمن در سن ۳۸ سالگی به تلویزیون روی آورد و شرکت تولیدی خود به نام «لوومن پروداکشنز» را تأسیس کرد و تولید سه فصل بعدی مجموعه موفق «تئاتر کنار شومینه» را بر عهده گرفت. او به عنوان تهیه‌کننده، میزبان و بازیگر در این مجموعه فعالیت کرد. وایمن در دهه ۴۰ و ۵۰ میلادی در هر دو عرصه فیلم و تلویزیون فعالیت داشت، اما تقاضا برای حضور او به عنوان بازیگر نقش اصلی کاهش یافت. با این حال، او با بازی در نقش آنجلا چانینگ، مادر سالار شرور، در سریال تلویزیونی «فالکون کرست» (۱۹۸۱–۱۹۹۰) دوباره به شهرت رسید.

## زندگی هنری
او فعالیت سینمایی‌اش را از دهه ۱۹۳۰ آغاز کرد و تا دو دهه بیشترین بازی‌هایش را ارائه کرد. او جایزه اسکار بهترین بازیگر نقش اول زن را برای بازی در فیلم جانی بلیندا (۱۹۴۸) به‌دست‌آورد، و سال‌ها بعد در طول دهه ۱۹۸۰، به‌خاطر بازی در سریال تاج قوش به موفقیت رسید.
وایمن نخستین فیلمش را در سال ۱۹۳۲ بازی کرد. او تا سال ۱۹۹۷ در ۸۶ فیلم بلند، ۱۰ فیلم کوتاه و ۷ اثر تلویزیونی ایفای نقش کرد.

## زندگی شخصی
وایمن نخستین همسر رونالد ریگان بود. آنها در سال ۱۹۴۰ ازدواج کردند و در سال ۱۹۴۸، سال‌ها پیش از ریاست جمهوری ریگان از هم جدا شدند.
- ارنست یوجین وایمن (۱۹۳۳–۱۹۳۵) (طلاق)
- مورون فاترمن (۱۹۳۷–۱۹۳۸) (طلاق)
- رونالد ریگان (۱۹۴۰–۱۹۴۸) (طلاق) ۳ فرزند
  - ماورین، ریگان، مایکل
- فرد کارگر (۱۹۵۲–۱۹۵۵، ۱۹۶۱–۱۹۶۵) (دوبار طلاق)

## گزیده فیلم‌شناسی
- جویندگان طلای ۱۹۳۷ (۱۹۳۶)
- کین و میبل (۱۹۳۶)
- سلطان و دختر همسرا (۱۹۳۷)
- ملوان آوازخوان (۱۹۳۷)
- حلقه جاسوس (۱۹۳۸)
- دیوانه رسوایی (۱۹۳۸)
- فرشته‌ای از تگزاس (۱۹۴۰)
- عشق من بازمی‌گردد (۱۹۴۰)
- ماه عسل سه‌نفره (۱۹۴۱)
- مردان بدمیسوری (۱۹۴۱)
- جاسوس محبوب من (۱۹۴۲)
- پرنسس اورورک (۱۹۴۳)
- تعطیلی ازدست‌رفته (۱۹۴۵)
- یک سالگی (۱۹۴۶)
- شب و روز (۱۹۴۶)
- شهر جادو (۱۹۴۷)
- شاین (۱۹۴۷)
- بوسه‌ای در تاریکی (۱۹۴۸)
- جانی بلیندا (۱۹۴۸)
- خانمی با یک ملوان (۱۹۴۹)
- صحنه وحشت (۱۹۵۰)
- باغ وحش شیشه‌ای (۱۹۵۰)
- تور آبی (۱۹۵۱)
- سه پسر به اسم مایک (۱۹۵۱)
- فقط برای تو (۱۹۵۲)
- چنان بزرگ (۱۹۵۳)
- وسوسه باشکوه (۱۹۵۴)
- لوسی گالانت (۱۹۵۵)
- هر چه خدا می‌خواهد (۱۹۵۵)
- معجزه در باران (۱۹۵۶)
- پولیانا (۱۹۶۰)
- سفر بخیر! (۱۹۶۲)
- چگونه می‌توان مرتکب ازدواج شد (۱۹۶۹)

## جایزه‌ها و نامزدی‌ها

### جوایز اسکار
- نامزد: بهترین بازیگر نقش اول زن، فیلم یک سالگی (۱۹۴۶)
- برنده: بهترین بازیگر نقش اول زن، فیلم جانی بلیندا (۱۹۴۸)
- نامزد: بهترین بازیگر نقش اول زن، فیلم تور آبی (۱۹۵۱)
- نامزد: بهترین بازیگر نقش اول زن، فیلم وسواس بزرگ (۱۹۵۴)

### جوایز امی
- نامزد: بهترین بازیگر زن اصلی - سریال درام، جین وایمن تقدیم می‌کند تئاتر فایرساید (۱۹۵۷)
- نامزد: بهترین بازیگر زن اصلی - سریال درام، جین وایمن تقدیم می‌کند تئاتر فایرساید (۱۹۵۹)

### جوایز گلدن گلوب
- برنده: بهترین بازیگر زن فیلم درام، فیلم جانی بلیندا (۱۹۴۹)
- برنده: بهترین بازیگر زن فیلم درام، فیلم تور آبی (۱۹۵۲)
- نامزد:بهترین بازیگر زن درام تلویزیونی، سریال تاج قوش (۱۹۸۳)
- برنده: بهترین بازیگر زن درام تلویزیونی، سریال تاج قوش (۱۹۸۴)